# تومي هوستون
تومي هوستون (بالإنجليزية: Tommy Houston)‏ هو سائق سباق أمريكي، ولد في 29 يناير 1945 في هيكري في الولايات المتحدة.